# Julian Sturdy
Julian Charles Sturdy (né le 3 juin 1971) est un homme politique et agriculteur du Parti conservateur britannique. Il est député de York Outer de 2010 à 2024.

## Jeunesse et carrière
Sturdy est né le 3 juin 1971 de Robert Sturdy, député du Parti conservateur, et il grandit dans le Yorkshire, en Angleterre. De 1981 à 1989, il fait ses études au Ashville College, une école indépendante mixte de la ville thermale de Harrogate, dans le Yorkshire du Nord. Il étudie ensuite au Harper Adams Agricultural College près du village d'Edgmond (près du bourg de Newport) dans le Shropshire.
Avant d'entrer au Parlement, Sturdy est conseiller à Harrogate, entre 2002 et 2007. Il se présente comme candidat du Parti conservateur pour Scunthorpe aux élections générales de 2005, terminant deuxième avec 25,7% des voix. Il est également agriculteur, une carrière pour laquelle il a étudié au lycée agricole.

## Carrière parlementaire
Il est élu pour la première fois à la Chambre des communes comme député de York Outer aux élections générales de 2010 avec une majorité de 3 688 voix.
Sturdy présente avec succès un projet de loi d'initiative parlementaire introduisant de nouvelles procédures de traitement des chevaux abandonnés ou laissés à paître sur les terres d'autrui. Le projet de loi sur le contrôle des chevaux est adopté en 2015 et est accueilli favorablement par la British Horse Society.
Il est réélu aux élections générales de 2017 avec 51,1% des suffrages exprimés.